# 印度饼

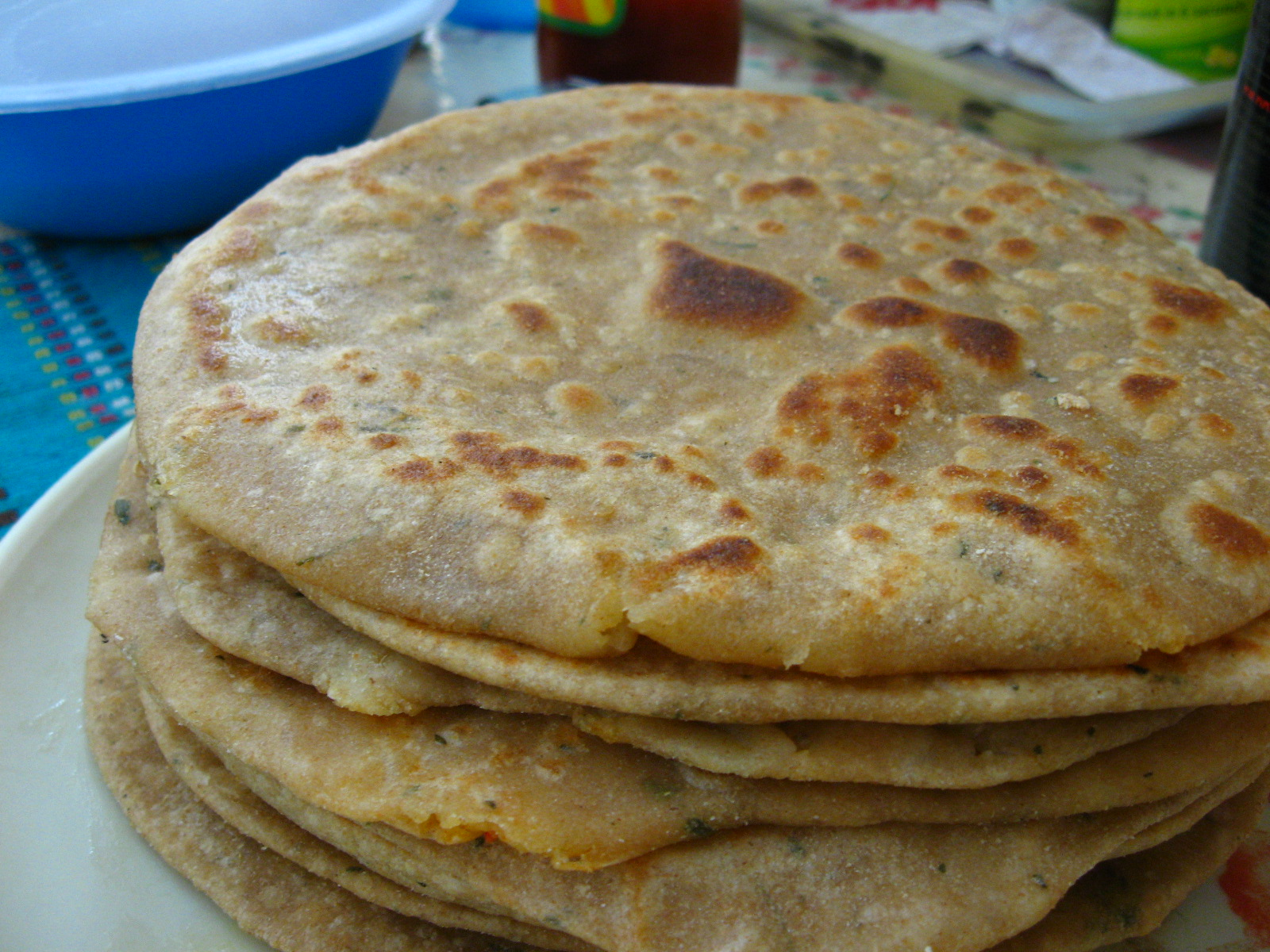

波羅吒餅（parāṭhā，南方讀做poroṭṭa）是一种南亚蔥油餅或餡餅，用面粉和油制作，在印度是常见的早餐食品。波羅吒餅有很多种类，在马来西亚和新加坡流行的印度飛餅、印度煎饼也源於波羅吒餅。